# Nhà máy điện Yên Phụ

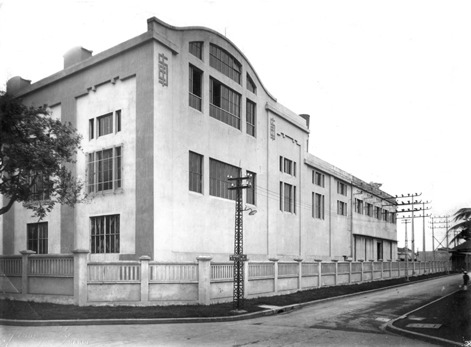
Nhà máy điện Yên Phụ trước năm 1954

Nhà máy điện Yên Phụ (hay Xưởng phát điện Yên Phụ) là một nhà máy nhiệt điện từng tồn tại ở Hà Nội, hoạt động từ những năm đầu thập niên 1930 đến 1988.

## Vị trí
Nhà máy có vị trí nằm ngay đầu phố Cửa Bắc, dưới chân đê Yên Phụ. Trong quá khứ, nền đất công trình là một hồ ao bùn được người dân quen gọi với tên hồ Hàng Bún. Hiện nay khu đất của nhà máy có địa chỉ tại số 11 phố Cửa Bắc, phường Trúc Bạch, quận Ba Đình, Hà Nội.

## Lịch sử
Từ năm 1922, do nhà máy đèn Bờ Hồ lúc này không đủ cung ứng nhu cầu về sử dụng điện, Toàn quyền Đông Dương đã lên kế hoạch xây một nhà máy nhiệt điện mới trong thành phố. Đến 1925, nhà máy điện Yên Phụ được chính quyền Pháp khởi công xây dựng. Năm 1932, nhà máy hoàn thành đợt xây I, gồm san nền, đổ móng, lắp 4 lò hơi và đến cuối 1932 hoặc 1933 thì khánh thành. Năm 1933, người Pháp đưa tiếp 4 lò hơi khác vào sử dụng và năm 1940 trang bị thêm cho công xưởng một bộ máy mới có công suất 7.500 KW. Từ khi đi vào hoạt động cho tới trước 1960, nhà máy được coi là xưởng phát điện lớn nhất miền Bắc, có công suất vào năm 1949 là 22,5 MW, đủ cung cấp điện cho toàn Hà Nội và một số tỉnh lân cận khác. Nhà máy đèn Bờ Hồ sau đó đã chuyển đổi thành phân xưởng quản lý và phân phối điện còn nhà máy Yên Phụ thì chịu trách nhiệm phát điện.

Nhà máy đã đóng vai trò quan trọng trong chiến dịch Toàn quốc kháng chiến, là nơi đầu tiên phát ra hiệu lệnh tổng tiến công. Vào ngày 19 tháng 12 năm 1946, xưởng phát điện Yên Phụ đã được chọn là nơi để đặt nổ mìn cắt điện nhằm báo hiệu trên toàn thành phố thời khắc bắt đầu cuộc chiến. Trong suốt những năm Chiến tranh Đông Dương, nhà máy vẫn tiếp tục hoạt động và gần như bảo toàn nguyên vẹn. Năm 1949, hai lò hơi mới được bổ sung để tăng công suất. Sau 1954, khi chính phủ Việt Nam Dân chủ Cộng hòa trở về tiếp quản Hà Nội, xưởng máy được đầu tư thêm nguồn vốn và nguyên vật liệu để mở rộng quy mô hoạt động; nhà máy Yên Phụ lúc này có tổng cộng 12 lò và 4 máy tua bin, đóng góp cho sự phát triển kinh tế của miền Bắc trong giai đoạn 5 năm lần 1 từ 1961 đến 1965. Sự kiện Hồ Chí Minh đến thăm nhà máy cùng nhà máy đèn Bờ Hồ vào 21 tháng 12 năm 1954 về sau cũng đã trở thành ngày truyền thống của ngành Điện lực Việt Nam.

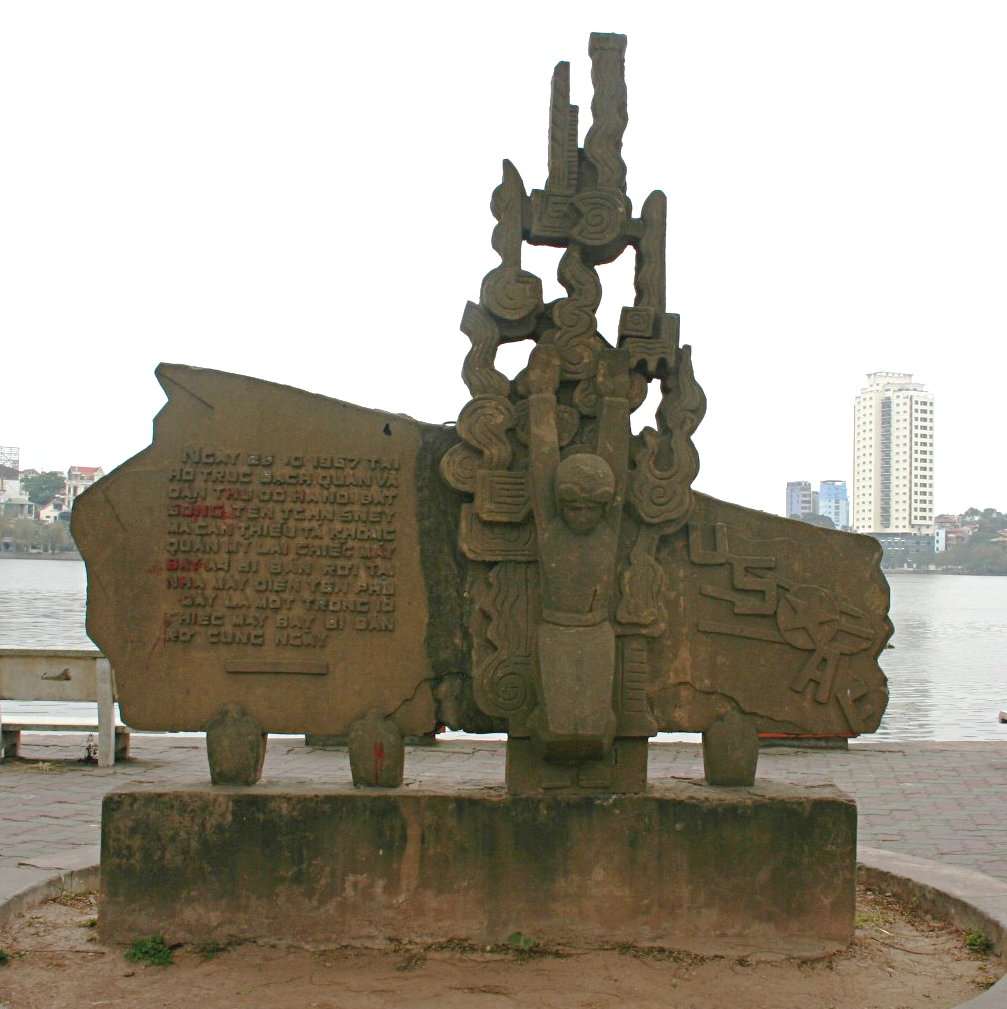
Tượng đài kỷ niệm ở hồ Trúc Bạch với dòng chữ "Ngày 29-10-1967, tại hồ Trúc Bạch quân và dân thủ đô Hà Nội bắt sống phi công John Sidney McCain – thiếu tá không quân thuộc lực lượng hải quân Hoa Kỳ đã lái chiếc máy bay A4 bị bắn rơi tại nhà máy điện Yên Phụ. Đây là một trong 10 chiếc máy bay bị bắn rơi cùng ngày"

Trong những năm Chiến tranh Việt Nam, nhà máy là mục tiêu của nhiều cuộc đánh bom từ quân đội Mỹ. Năm 1967, căng thẳng leo thang dẫn đến Hoa Kỳ tổ chức đánh thẳng vào Hà Nội, trong đó nhà máy điện Yên Phụ được đặt làm mục tiêu trọng yếu. Từ tháng 5 đến tháng 10 năm 1967, không lực Hoa Kỳ đã tổ chức 5 đợt tấn công vào nhà máy nhằm cắt nguồn cấp điện cho Hà Nội và các tỉnh lân cận, có những đợt làm phá hỏng nặng nề trang thiết bị khu xưởng. Chính quyền Việt Nam Dân chủ Cộng hòa đã lắp đặt hệ thống phòng thủ quanh nhà máy, cùng với việc phát khói làm mờ tầm nhìn của máy bay để chống lại những đợt thả bom này, duy trì nguồn cấp điện thành phố. Những nhân viên cán bộ công tác ở xưởng điện cũng tích cực tham gia bảo vệ nhà máy điện khỏi các đợt phá bom. Hàng chục máy bay cùng binh sĩ người Mỹ, trong đó có John McCain, tấn công vào nhà máy đã bị phía quân đội Việt Nam và tự vệ nhà máy bắn rơi và bắt sống.
Năm 1972, trong trận ném bom laser thuộc chiến dịch Linebacker II của Mỹ ngày 21 tháng 12, phần lớn nhà xưởng và cơ sở vật chất đã bị phá hủy, hư hỏng nặng. Đến ngày 25 hoặc 27 cùng năm, các nhân viên trong nhà máy thành công khôi phục một số lò hơi và nhanh chóng đưa vào vận hành. Cho đến hết quý I năm 1973, nhà máy đã trở lại hoạt động bình thường và các thiết bị chính được đưa vào sản xuất.
Năm 1984, xưởng phát điện được chuyển đổi thành xưởng phát bù. Đến năm 1988, nhà máy điện Yên Phụ chính thức dừng hoạt động. Vào năm 2005, nhân kỷ niệm 50 năm ngày Tiếp quản Thủ đô Hà Nội, quận Ba Đình đã tổ chức buổi lễ gắn biển di tích cách mạng kháng chiến cho công trình. Tính đến trước 2005, nhà máy vẫn còn tồn tại, tuy nhiên một thời gian sau thì đã bị phá dỡ. Từ năm 2014, phần đất của nhà máy dùng làm trụ sở của Tập đoàn Điện lực Việt Nam (EVN), gồm hai tòa tháp đôi cao lần lượt 33 và 29 tầng. Các di tích lịch sử về nhà máy vẫn được lưu giữ tại phòng truyền thống EVN cùng nhiều bảo tàng trong thành phố hiện nay.